# 삼양다방
삼양다방은 대한민국 전주시 완산구 경원동에 있는 유서 깊은 다방이다. 1952년에 설립되어 국내에서 가장 오래된 현존하는 다방이다. 이 다방은 2019년 전주 미래유산으로 지정되어 보존되었다.
이 다방은 1950년부터 1953년까지의 6.25 전쟁 중에 설립되었으며, 이 기간 동안 지식인들의 피난처 역할을 했다고 전해진다. 다방은 커피 체인점과의 경쟁으로 인해 2013년에 문을 닫을 예정이었으나, 지역 주민들에 의해 폐업 위기에서 벗어났다고 한다.
다른 다방들과 마찬가지로, 커피 외에도 쌍화탕과 미수를 포함한 음료를 제공한다. 이 다방은 드라마 별에서 온 그대에 등장하기도 했다.

## 같이 보기
- 학림다방 – 서울에서 가장 오래된 다방
- 대한민국의 가장 오래된 음식점 목록